# Tiempo de vivir, tiempo de morir
Tiempo de vivir, tiempo de morir es una novela del escritor alemán Erich Maria Remarque, publicada en alemán en 1954 con el título Zeit zu leben und Zeit zu sterben.
Novela ambientada durante el fin de la Segunda Guerra Mundial "cuando el tronar del frente ruso que avanzaba hacia Berlin, hacía callar los discursos de Hitler", nos muestra al soldado raso Graeben obteniendo un permiso para visitar su casa y a sus padres, en una pequeña ciudad devastada por los bombardeos, sin encontrarlos; buscándolos desesperanzado, pero de paso logrando la comprensión y el amor de una chica, que sabe que la vida hay que vivirla día a día, el mañana no existe para nadie, menos en esta guerra en que todo finalizará bien o mal.
Recomendable para vivir la desesperanza de la guerra en los miles de frentes tanto bélicos como civiles, y esperando que estos tiempos no vuelvan nunca a repetirse.

## Adaptaciones cinematográficas
Fue llevada al cine en 1958 con la película estadounidense "Tiempo de amar, tiempo de morir" ("A Time to Love and A Time to Die"), del director Douglas Sirk.
Un hecho particular de esta película es que en la misma actúa el propio Erich María Remarque como el profesor Pohlard, según consta en los créditos finales.
Dirección: Douglas Sirk.
Intérpretes: John Gavin, Liselotte Pulver, Jock Mahoney, Don DeFore, Keenan Wynn, Erich Maria Remarque, Dieter Borsche, Barbara Rütting, Thayer David, Charles Régnier, Dorothea Wieck, Kurt Meisel, Agnes Windeck, Clancy Cooper, John van Dreelen, Klaus Kinski, Alice Treff, Alexander Engel, Jim Hutton, Bengt Lindström, Wolf Harnisch, Karl Ludwig Lindt, Lisa Helwig.